# Praag-Běchovice
Praag-Běchovice (Tsjechisch: Praha-Běchovice) is een gemeentelijk district van de Tsjechische hoofdstad Praag die samenvalt met Běchovice, een dorpje aan de oostkant van de stad. Het district is onderdeel van het administratieve district Praag 21. Het district heeft 2.714 inwoners (2006). Bij het dorp bevindt zich het spoorwegstation Praha-Běchovice.
Aan de noordkant van Běchovice ligt het gemeentelijk district Praag 20-Horní Počernice. Ten oosten van het district liggen Praag-Klánovice en Praag 21-Újezd nad Lesy en aan de zuidzijde liggen Praag-Koloděje en Praag-Dubeč. Westelijk van Běchovice bevindt zich het district Praag-Dolní Počernice.
Praag 1 · Praag 2 · Praag 3 · Praag 4 · Praag-Kunratice · Praag 5 · Praag-Slivenec · Praag 6 · Praag-Lysolaje · Praag-Nebušice · Praag-Přední Kopanina · Praag-Suchdol · Praag 7 · Praag-Troja · Praag 8 · Praag-Březiněves · Praag-Ďáblice · Praag-Dolní Chabry · Praag 9 · Praag 10 · Praag 11 · Praag-Křeslice · Praag-Šeberov · Praag-Újezd · Praag 12 · Praag-Libuš · Praag 13 · Praag-Řeporyje · Praag 14 · Praag-Dolní Počernice · Praag 15 · Praag-Dolní Měcholupy · Praag-Dubeč · Praag-Petrovice · Praag-Štěrboholy · Praag 16-Radotín · Praag-Lipence · Praag-Lochkov · Praag-Velká Chuchle · Praag-Zbraslav · Praag 17-Řepy · Praag-Zličín · Praag 18-Letňany · Praag 19-Kbely · Praag-Čakovice · Praag-Satalice · Praag-Vinoř · Praag 20-Horní Počernice · Praag 21-Újezd nad Lesy · Praag-Běchovice · Praag-Klánovice · Praag-Koloděje · Praag 22-Uhříněves · Praag-Benice · Praag-Kolovraty · Praag-Královice · Praag-Nedvězí